# 마그달레넨슈트라세역
마그달레넨슈트라세역(U-Bahnhof Magdalenenstraße)은 베를린 리히텐베르크구 리히텐베르크에 있는 U5의 역이다. 프랑크푸르터 알레(Frankfurter Allee) 연선상에 있다.

## 역사
1920년대 말 베를린 동부 지역으로의 지하철 건설 계획 당시 포함되었다. 알프레드 그레난데르가 설계했으며, 단순함을 중점에 둔 근대 건축 양식으로 설계했다. E선 역사는 역마다 다른 주 색상을 사용했으며, 이 역의 주 색상은 회색이다. 승강장 길이는 121 m, 너비는 9 m이다. 회색으로 마감된 기둥이 설치되어 있었으며 승강장 양 끝은 출구로 이어진다. 통상적인 역 시설 외에도 체중계가 역에 설치되어 있었다.
제2차 세계 대전 당시 이 역은 폭격 피해를 입지 않았다. 1945년 초에 운영이 정지되었고, 종전 이후인 6월 16일부터 프리드리히스펠데-프랑크푸르터 알레 구간 단선 운행이 복구되었고, 6월 26일에는 알렉산더플라츠역까지 단선 운행, 1946년 2월 1일부터는 전 구간 복선 운행이 정상화되었다.
1986년에는 1987년으로 예정된 베를린 750주년 기념을 위해서 볼프강 프랑켄슈타인(Wolfgang Frankenstein)과 하르트무트 호르눙(Hartmut Hornung)이 제작한 독일 노동자 운동 및 1848년 독일 혁명부터 동독 건국까지의 독일 역사를 다룬 벽화 20점이 역에 설치되었다. 이 과정에서 소형 모자이크 타일이 벽돌형 흰색과 녹색 타일로 변경되었다.
2004년 개보수공사 당시 타일이 다시 철거되고 녹색 에나멜 패널로 대체되었다. 승강장 바닥도 아스팔트 포장에서 화강암 재질로 변경되었다. 1986년에 설치된 벽화는 유지되었으며 작품 아래에 각각 작품의 제목이 기입되었다. 2008년 10월부터 2009년 4월까지는 출입구 개보수공사가 진행되었으며 점자 블록이 설치되었다. 2013년 12월에는 엘리베이터 운영이 시작되었다.

## 인접 철도역
베를린 버스 240, N5, N50, N56, N94번과 환승할 수 있다.
| 베를린 지하철 5호선           | 베를린 지하철 5호선 | 베를린 지하철 5호선    |
| ----------------------------- | ------------------- | ---------------------- |
| 프랑크푸르터 알레 중앙역 방면 | U5                  | 리히텐베르크 회노 방면 |

## 참고 문헌
- Peter Bock (Hrsg.): U5 Zwischen Alex und Hönow. Geschichte(n) aus dem Untergrund. GVE e. V., Berlin 2003, ISBN 3-89218-079-2.